# Dyckia
Dyckia Schult.f. é um género botânico pertencente à família Bromeliaceae, subfamília Pitcairnioideae.
É um grupo de plantas originárias da América do Sul, encontradas principalmente na Argentina, Bolívia, Paraguai, Uruguai e Brasil, com elevado grau de xeromorfismo, que se refere a estruturas e adaptações em ambientes secos. As folhas são em sua maioria coriáceas, com variação na suculência, possui escamas e fortes espinhos marginais(Smith & Downs, 1974).
O gênero foi nomeado em homenagem ao Principe Joseph Salm-Reifferscheid-Dyck (1773-1861), botânico e horticultor Germano-prusiano

## Espécies e variedades
O gênero Dyckia possui 149 espécies reconhecidas atualmente.
- Dyckia affinis Baker
- Dyckia agudensis Irgang & Sobral
- Dyckia alba S.Winkl.
- Dyckia atratiflora P.J.Braun, Esteves & Scharf
- Dyckia aurea L.B.Sm.
- Dyckia beateae E.Gross & Rauh
- Dyckia beloisae L.B.Sm.
- Dyckia brachyphylla L.B.Sm.
- Dyckia brachystachya Rauh & E.Gross
- Dyckia bracteata (Wittm.) Mez
- Dyckia brasiliana L.B.Sm.
- Dyckia braunii Rauh
- Dyckia brevifolia Baker
- Dyckia burchellii Baker
- Dyckia burle-marxii L.B.Sm. & Read
- Dyckia cabrerae L.B.Sm. & Reitz
- Dyckia cangaphila P.J.Braun, Esteves & Scharf
- Dyckia capituligera Mez
- Dyckia choristaminea Mez
- Dyckia cinerea Mez
- Dyckia commixta Hassl.
- Dyckia confusa L.B. Sm.
- Dyckia consimilis Mez
- Dyckia coximensis L.B.Sm. & Reitz
- Dyckia crassifolia Rauh
- Dyckia crocea L.B.Sm.
- Dyckia dawsonii L.B.Sm.
- Dyckia delicata Larocca & Sobral
- Dyckia deltoidea (L.B.Sm.) L.B.Sm.
- Dyckia densiflora Schult. & Schult.f.
- Dyckia dissitiflora Schult. & Schult.f.
- Dyckia distachya Hassl.
- Dyckia domfelicianensis Strehl
- Dyckia duckei L.B.Sm.
- Dyckia dusenii L.B.Sm.
- Dyckia edwardii P.J.Braun, Esteves & Scharf
- Dyckia elata Mez
- Dyckia elisabethae S.Winkl.
- Dyckia elongata Mez
- Dyckia eminens Mez
- Dyckia encholirioides (Gaudich.) Mez
- Dyckia espiritosantensis Leme & A.P.Fontana
- Dyckia estevesii Rauh
- Dyckia excelsa Leme
- Dyckia exserta L.B.Sm.
- Dyckia ferox Mez
- Dyckia ferruginea Mez
- Dyckia floribunda Griseb.
- Dyckia fosteriana L.B.Sm.
- Dyckia frigida Hook.f.
- Dyckia glandulosa L.B.Sm. & Reitz
- Dyckia goehringii E.Gross & Rauh
- Dyckia goiana L.B.Sm.
- Dyckia gracilis Mez
- Dyckia grandidentata P.J.Braun & Esteves
- Dyckia granmogulensis Rauh
- Dyckia hatschbachii L.B.Sm.
- Dyckia hebdingii L.B.Sm.
- Dyckia hohenbergioides Leme & Esteves
- Dyckia horridula Mez
- Dyckia ibicuiensis Strehl
- Dyckia ibiramensis Reitz
- Dyckia insignis Hassl.
- Dyckia irmgardiae L.B.Sm.
- Dyckia irwinii L.B.Sm.
- Dyckia joanae-marcioi P.J.Braun, Esteves & Scharf
- Dyckia jonesiana Strehl
- Dyckia julianae Strehl
- Dyckia kranziana Leme
- Dyckia lagoensis Mez
- Dyckia leptostachya Baker
- Dyckia limae L.B.Sm.
- Dyckia lindevaldae Rauh
- Dyckia linearifolia Baker
- Dyckia lunaris Leme
- Dyckia lutziana L.B.Sm.
- Dyckia macedoi L.B.Sm.
- Dyckia machrisiana L.B.Sm.
- Dyckia macropoda L.B.Sm.
- Dyckia maracasensis Ule
- Dyckia maritima Baker
- Dyckia marnier-lapostollei L.B.Sm.
- Dyckia martinellii B.R.Silva & Forzza
- Dyckia mauriziae Esteves & Hofacker
- Dyckia mello-barretoi L.B.Sm.
- Dyckia microcalyx Baker
- Dyckia milagrensis Leme
- Dyckia minarum Mez
- Dyckia mirandana Leme & Z.J.G.Miranda
- Dyckia mitis A.Cast.
- Dyckia monticola L.B.Sm. & Reitz
- Dyckia nana Leme & O.B.C.Ribeiro
- Dyckia nervata Rauh
- Dyckia niederleinii Mez
- Dyckia nigrospinulata Strehl
- Dyckia odorata L.B.Sm.
- Dyckia orobanchoides Mez
- Dyckia paraensis L.B.Sm.
- Dyckia pauciflora L.B.Sm. & Read
- Dyckia paucispina Leme & Esteves
- Dyckia pectinata L.B.Sm. & Reitz
- Dyckia pernambucana L.B.Sm.
- Dyckia platyphylla L.B.Sm.
- Dyckia polycladus L.B.Sm.
- Dyckia princeps Lem.
- Dyckia pseudococcinea L.B.Sm.
- Dyckia pulquinensis Wittm.
- Dyckia pumila L.B.Sm.
- Dyckia racemosa Baker
- Dyckia racinae L.B.Sm.
- Dyckia ragonesei A.Cast.
- Dyckia rariflora Schult. & Schult.f.
- Dyckia reitzii L.B.Sm.
- Dyckia remotiflora A.Dietr.
- Dyckia retardata S.Winkl.
- Dyckia retroflexa S.Winkl.
- Dyckia richardii P.J.Braun & Esteves
- Dyckia rigida Strehl
- Dyckia rupestris W.Till & Morawetz
- Dyckia saxatilis Mez
- Dyckia schwackeana Mez
- Dyckia secunda L.B.Sm.
- Dyckia selloa (K.Koch) Baker
- Dyckia sellowiana Mez
- Dyckia sickii L.B.Sm.
- Dyckia silvae L.B.Sm.
- Dyckia simulans L.B.Sm.
- Dyckia sordida Baker
- Dyckia spinulosa L.B.Sm. & Reitz
- Dyckia stenophylla L.B.Sm.
- Dyckia stolonifera P.J.Braun & Esteves
- Dyckia subinermis Mez
- Dyckia tenebrosa Leme & H.E.Luther
- Dyckia tenuis Mez
- Dyckia tobatiensis Hassl.
- Dyckia tomentella Mez
- Dyckia trichostachya Baker
- Dyckia tuberosa (Vell.) Beer
- Dyckia tweediei Mez
- Dyckia uleana Mez
- Dyckia ursina L.B.Sm.
- Dyckia velascana Mez
- Dyckia velloziifolia Mez
- Dyckia vestita Hassl.
- Dyckia vicentensis Strehl
- Dyckia virgata Mez
- Dyckia waechteri Strehl
- Dyckia warmingii Mez
- Dyckia weddelliana Baker

## Galeria

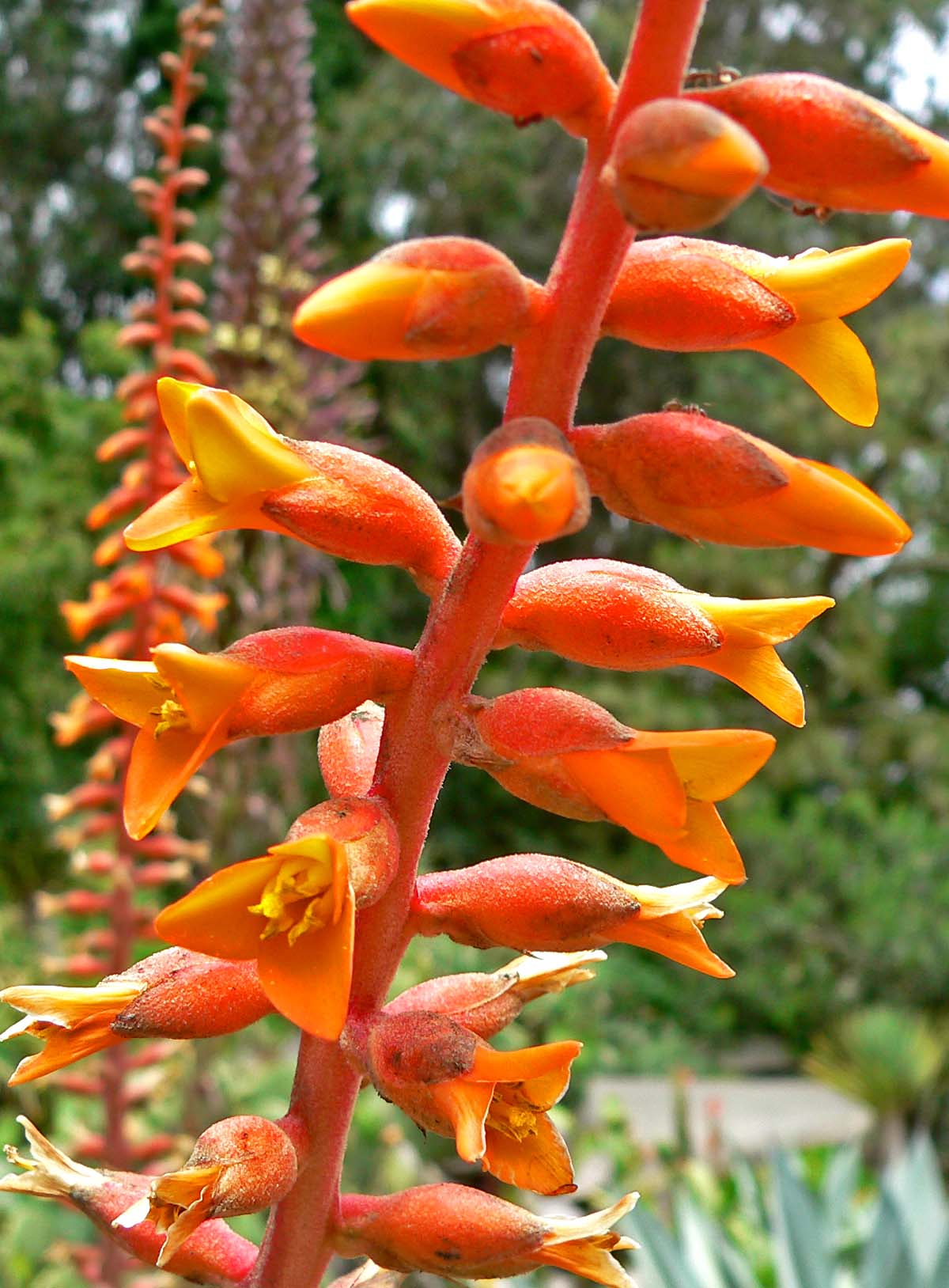
Dyckia platyphylla
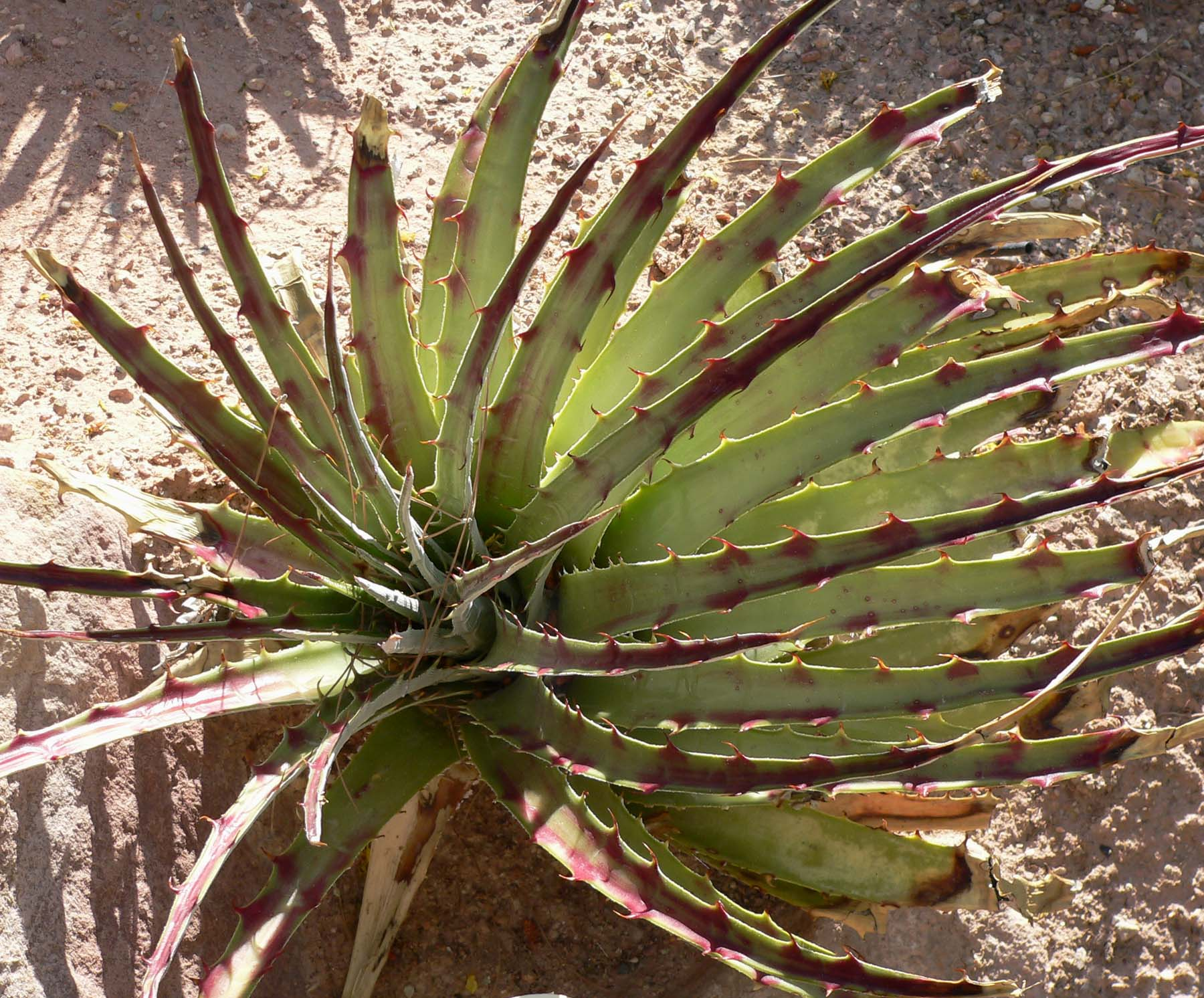
Dyckia remotiflora
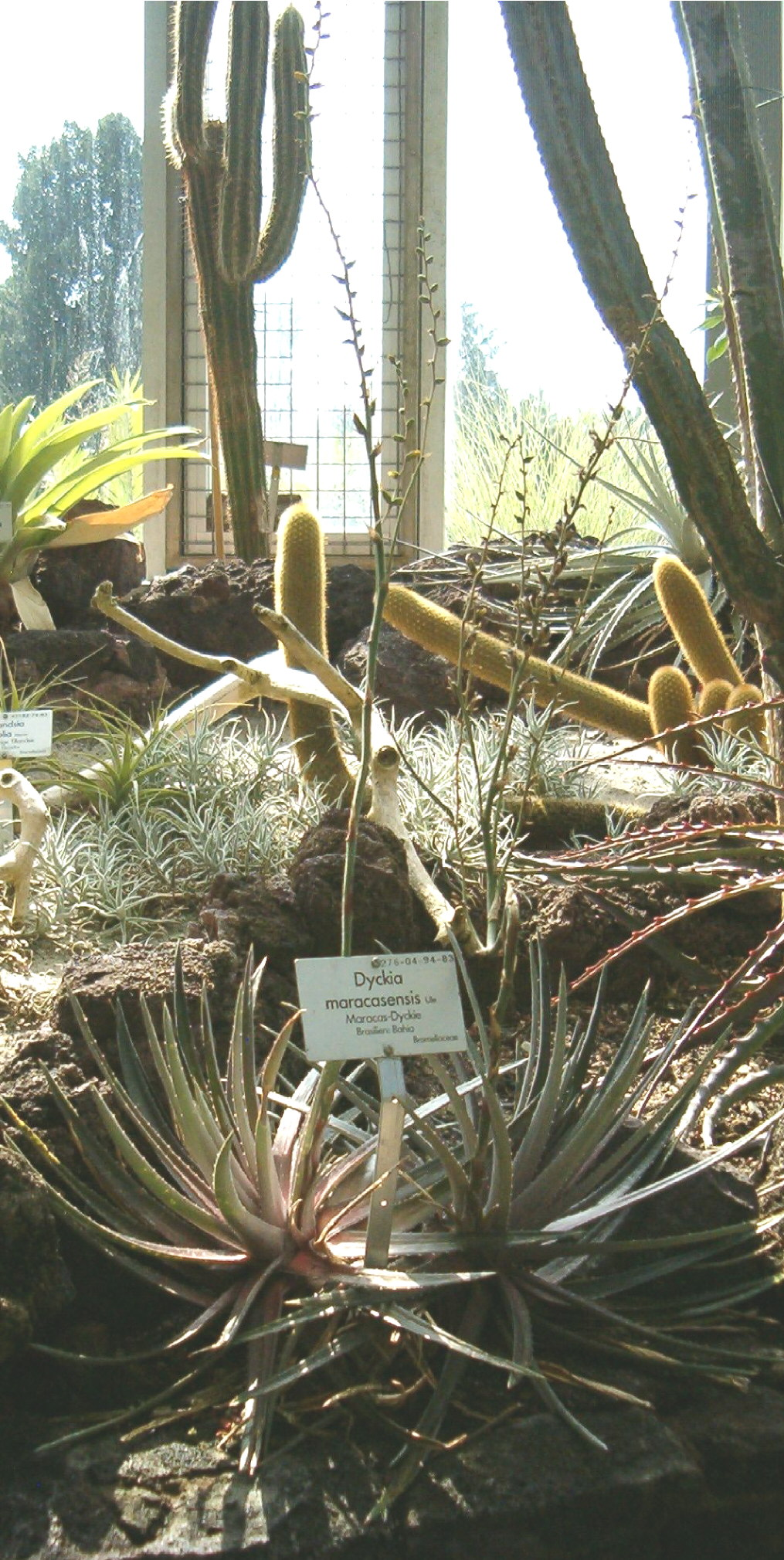
Dyckia maracasensis